# Geschlitzte Messleitung

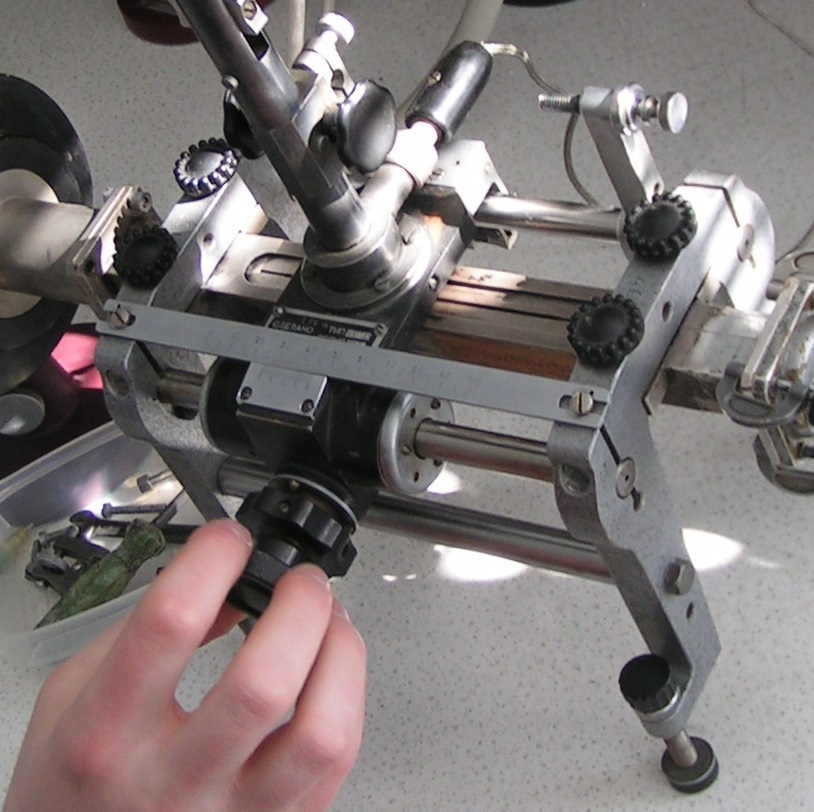
Geschlitzte Messleitung (hier eine Hohlleitung). Mit dem Drehknopf kann die Feldsonde präzise in Längsrichtung verschoben werden.

Eine geschlitzte Messleitung (englisch Slotted line), nicht zu verwechseln mit einer Schlitzleitung (englisch slotline), war eine in der Hochfrequenz- (HF) und Mikrowellentechnik, speziell in der HF‑Messtechnik, verwendete Vorrichtung zur Messung des Stehwellenverhältnisses s und der Wellenlänge λ von elektromagnetischen Wellen (HF‑Signalen).
Daraus lässt sich der Betrag des Reflexionsfaktors r
{\displaystyle |r|={\frac {s-1}{s+1}}}
und mithilfe der Lichtgeschwindigkeit c die Frequenz f bestimmen:
{\displaystyle f={\frac {c}{\lambda }}}

## Geschichte

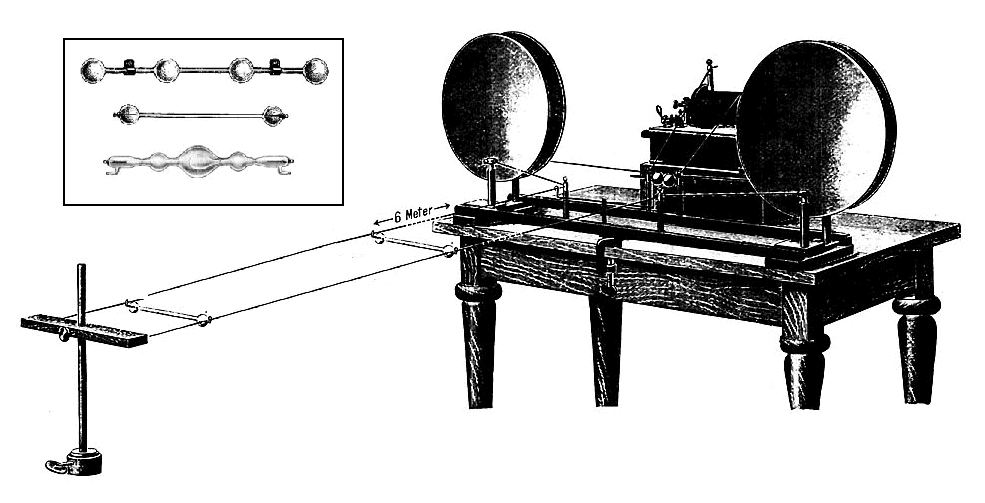
Diese Lecher-Leitung (von 1902) kann als Vorläuferin der geschlitzten Messleitung aufgefasst werden.

Angefangen mit den frühen Versuchsaufbauten (1886–1888) von Heinrich Hertz, über die Lecher-Leitung (Bild) in der ersten Hälfte des 20. Jahrhunderts, waren geschlitzte Messleitungen speziell um dessen Mitte (etwa 1940 bis 1980), ein sehr gebräuchliches Messmittel zur Bestimmung der genannten Kenngrößen (s, r, λ, f).
Aufgrund des Fortschritts auf dem Gebiet der HF‑Messtechnik innerhalb der vergangenen Jahrzehnte, können diese Größen inzwischen auf andere Weise einfacher und präziser gemessen werden, beispielsweise mithilfe von Frequenzzählern, Spektrumanalysatoren, Stehwellenmessgeräten oder Netzwerkanalysatoren. Daher werden geschlitzte Messleitungen heute kaum noch verwendet.

## Prinzip

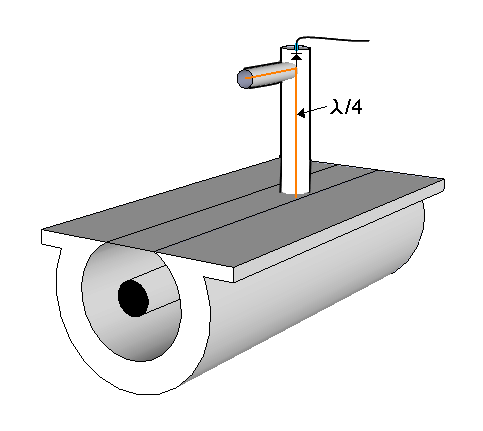
Geschlitzte Koaxialleitung mit Prüfsonde und Detektor.

Grundsätzlich handelt es sich um einen beliebigen Wellenleiter, beispielsweise eine Zweidrahtleitung, eine Koaxialleitung oder einen Hohlleiter. Während es sich bei der Zweidrahtleitung um eine offene Struktur handelt, deren elektrisches Feld mithilfe einer Prüfsonde (englisch probe) direkt abgetastet werden kann, ist es bei geschlossenen Wellenleitern erforderlich, einen Schlitz in Längsrichtung des Wellenleiters anzubringen, um das Feld im Inneren messen zu können.
Die Skizze zeigt als Beispiel eine geschlitzte Koaxialleitung. Da die elektrischen Feldlinien hier radial vom Innen- zum Außenleiter verlaufen und die Ströme in Längsrichtung fließen, stört so ein Längsschlitz die Wellenausbreitung nahezu nicht, erlaubt aber das Einbringen einer beweglichen elektrischen Feldsonde zur Messung der ortsabhängigen Feldstärke im Inneren.

## Messaufbau

Überlagerung (rot) aus einer nach rechts vorlaufenden Welle (blau) und einer nach links reflektierten Welle (grün). Ein Teil der vorlaufenden Welle wird nach rechts transmittiert (blau). Gemessen wird die Hüllkurve des Summensignals (rot).

Auf der einen Seite (Eingang) der Messleitung wird ein HF‑Messsender (Generator) angeschlossen. Auf der anderen Seite (Ausgang) eine unbekannte Last, deren Reflexionsfaktor gemessen werden soll. Als Indikator dient die Messsonde mit nachgeschaltetem Detektor (Diode) und einem Millivoltmeter.
Wie im Artikel Stehwellenverhältnis illustriert, tritt bei einer fehlangepassten Last eine teilweise Reflexion der vom Generator zur Last hinlaufenden Welle auf. Dadurch entsteht eine rücklaufende Welle, die sich mit ersterer zu einer „Stehwelle“ überlagert. Die elektrische Spannung dieses Summensignals (rot), genauer deren Spitzenwert, kann mithilfe der Prüfsonde ortsabhängig gemessen werden (weiße Hüllkurve). Hierbei ergeben sich vier wichtige Messwerte:
- Umin, die minimale Spannung
- xmin, den Ort des Minimums
- Umax, die maximale Spannung
- xmax, den Ort des Maximums

Hieraus lässt sich berechnen:
- s = Umax / Umin, das Stehwellenverhältnis (VSWR)
- λ = 4·|xmax−xmin|, die Wellenlänge.